# Muchtarchan Dildäbekov
Muchtarchan Qabylanbekuly Dildäbekov (kazakiska: Мұхтархан Қабыланбекұлы Ділдәбеков), född 19 mars 1976 i Sjymkent, dåvarande Sovjetunionen, är en kazakstansk boxare som tog OS-silver i supertungviktsboxning 2000 i Sydney. Fyra år senare i Aten åkte han ut i ett tidigt skede då han slogs ut av den blivande guldmedaljören Aleksandr Povetkin i supertungviktsboxningen 2004.